# St. Pankratius (Rurdorf)

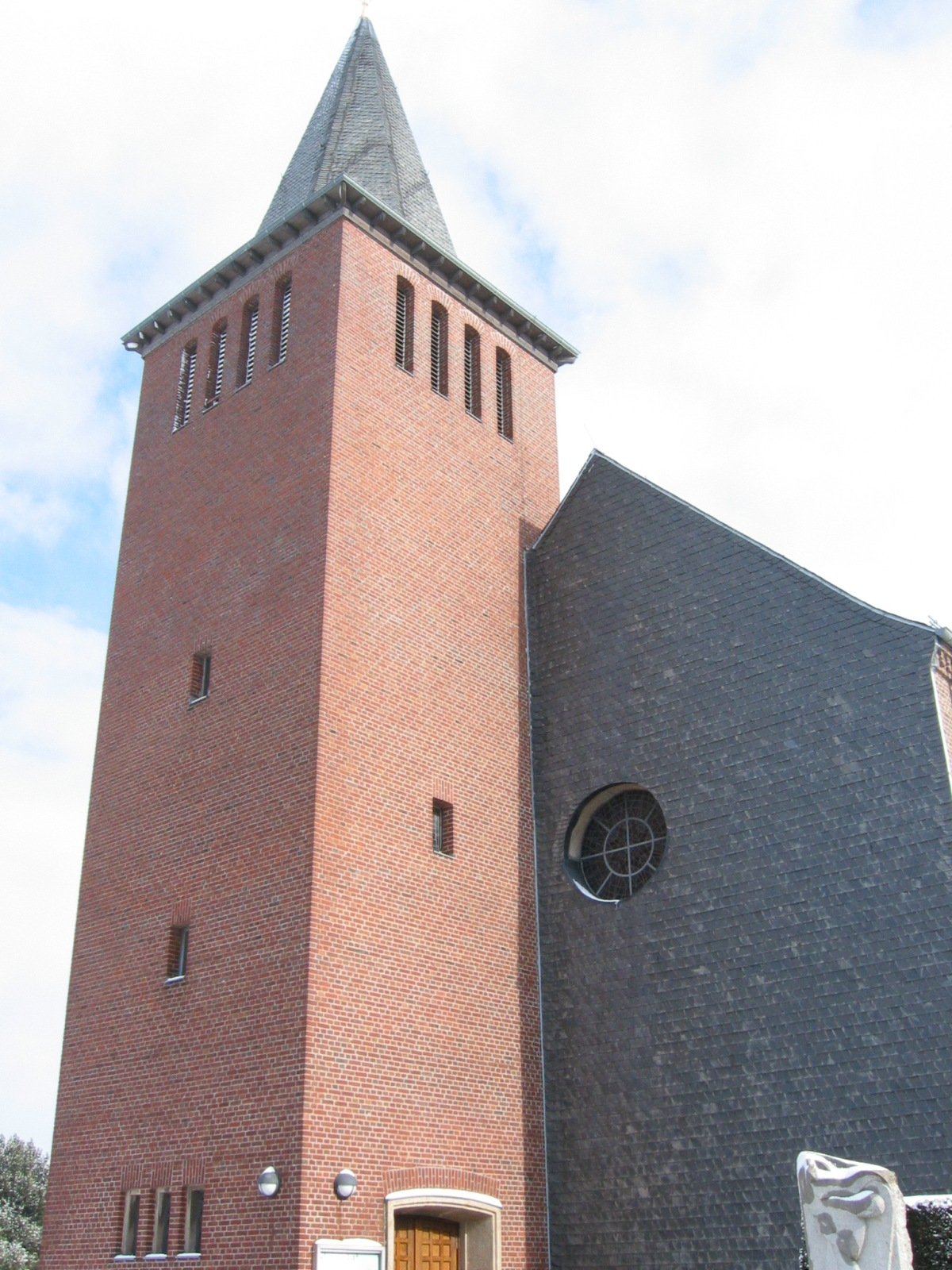
St. Pankratius in Rurdorf

St. Pankratius ist eine römisch-katholische Pfarrkirche in Rurdorf, einem Stadtteil der Stadt Linnich im Kreis Düren in Nordrhein-Westfalen.

## Geschichte
Eine Kirche in Rurdorf wird das erste Mal 1533 urkundlich erwähnt. Sie wurde im 15. Jahrhundert errichtet. Diese Kirche hatte aber vermutlich schon einen Vorgängerbau. Zu dieser Zeit war Rurdorf Filiale der Pfarre Linnich. Im Jahr 1719 wurde Rurdorf eigenständige Pfarre. Jedoch um das Jahr 1801 wurde Rurdorf wieder Filiale, aber diesmal von Welz. Erst 1835 wurde Rurdorf endgültig eigenständige Pfarrgemeinde. Um das Jahr 1850 musste die alte, gotische Kirche abgerissen werden, da sie nicht mehr standsicher war. So wurde von 1850 bis 1852 eine neue Kirche als neogotische Saalkirche mit dreiseitig geschlossenem Chor im Osten und Glockenturm im Westen an anderer Stelle errichtet. Im Zweiten Weltkrieg wurde dieses Gotteshaus sehr stark beschädigt. Alle Gewölbe stürzten ein, und der Turm wurde komplett zerstört. Im Jahr 1949 wurde die Kirche unter der Leitung des Linnicher Architekten Werner Finkeldei wiederhergestellt.

## Ausstattung
In der Kirche befindet sich eine hölzerne Kanzel, vermutlich aus der Zeit um 1850, einige Heiligenfiguren sind ebenfalls aus derselben Zeit erhalten. Der Rest der Ausstattung ist modern. Die Fenster schuf Ludwig Schaffrath in den Jahren 1966 bis 1969.
Die Orgel mit der Werknummer Opus 335 wurde im Jahr 1954 durch die niederländische Orgelbaufirma Verschueren aus Heythuysen gebaut und hat folgende Disposition:
| Pedal C–f1  |       |
| Subbas      | 16′   |
| Octaafbas   | 8′    |
| Gedektbas   | 8′    |
| Prestantbas | 4′    |
| Octaaf      | 2′    |
| Kwint       | 2 ⁄3′ |

| Manual I C–g3 |        |
| Bourdon       | 16′    |
| Prestant      | 8′     |
| Roerfluit     | 8′     |
| Octaaf        | 4′     |
| Fluit         | 4′     |
| Superoctaaf   | 2′     |
| Terts         | 1 3⁄5′ |
| Larigot       | 1 ⁄3′  |

| Manual II C–g3 |        |
| Bourdon        | 8′     |
| Zweving        | 8′     |
| Prestant       | 4′     |
| Roerfluit      | 4′     |
| Nazard         | 2 ⁄3′  |
| Fluit          | 2′     |
| Terts          | 1 3⁄5′ |
| Prestant       | 1′     |

## Pfarrer
Folgende Priester wirkten bislang als Pfarrer an St. Pankratius:
- 1916–1940: Wilhelm Thomae
- 1940–1941: Josef Piepers
- 1941–1947: Andreas Josef Dominick
- 1947–1967: Heinrich Dentel
- 1967–1979: P. Arnold Burgen SCJ
- 1979–1989: P. Johannes Weindorf OSFS
- 1989–?: P. Hans Wesseling OSFS
- 2003–2006: Christoph Graaff
- 2007–2008: Vakant
- Seit 2009: Stefan Bäuerle